# Camí del Mas de Tomaset
El Camí del Mas de Tomaset és un camí que circula pel terme de Reus i en part pel de La Canonja, a la comarca catalana del Baix Camp.
L'hi diu així sobretot la gent de La Canonja, des d'on s'anava més sovint a aquest mas. Arrenca del Camí de la Creu, vora el Pujol. Aviat entra al terme de La Canonja, però no s'allunya del de Reus, perquè, en direcció nord-oest segueix la divisòria dels dos termes fins a les basses del Mas de Badia. Aquest bocí és poc transitable actualment, des de la construcció de l'autopista. De nou al terme de Reus, passa a la vora del Mas de Tomaset i fa cap al Camí del Roure, o antic camí de La Selva a Salou. Antigament anava fins a la Creu de Ferro, però aquest últim bocí va ser incorporat a les terres del Mas de Nicolau.